# Apanteles dissimilis
Apanteles dissimilis är en stekelart som beskrevs av Nixon 1965. Apanteles dissimilis ingår i släktet Apanteles och familjen bracksteklar. Inga underarter finns listade i Catalogue of Life.